# 越南吊钟花
越南吊钟花（学名：Enkianthus ruber）为杜鹃花科吊钟花属下的一个种。

## 扩展阅读
維基物種上的相關：越南吊钟花